# Cryptocephalus imperialis
Cryptocephalus imperialis là một loài bọ cánh cứng trong họ Chrysomelidae. Loài này được Laicharting miêu tả khoa học năm 1781.